# Věznice Butyrka
Věznice Butyrka (rusky Бутырка, Бутырская тюрьма) je věznice v Tverském okresu v centru  Moskvy v Rusku. V carském Rusku sloužila jako ústřední tranzitní věznice. V éře Sovětského svazu (1917–1991) zde bylo vězněno mnoho politických vězňů. Od roku 2022 je Butyrka stále největší moskevskou vazební věznicí. Přetrvávajícím problémem je její přeplněnost.

## Dějiny
Pevnost Butyrka byla vystavěna zřejmě v průběhu 17. století poblíž Butyrské městské brány (Бутырская застава / Butyrskaja zastava). Tehdejší stavba byla navržena architektem Matvejem Kazakovem během regentské vlády Kateřiny II. Veliké a byla postavena roku 1782 na místě věznice jako pevnost. Věže staré pevnosti v době panování Petra I. Velikého sloužily jako vězení pro rebelující strelce, později pro stovky účastníků polského Lednového povstání z roku 1863, a také pro členy hnutí narodniků roku 1883 a účastníků Morozovova povstání z roku 1885. Věznice Butyrka byla věhlasná svými brutálními podmínkami, a jakýkoli protest byl násilně potlačen.
Během únorové revoluce moskevští vzbouření dělníci osvobodili z Butyrky všechny politické vězně. Po říjnové revoluci již Butyrka zůstala politickým vězením a pro mnoho odsouzených byla přestupní stanicí do gulagů. V době bolševických čistek bylo v Butyrce (s kapacitou 1000 vězňů) údajně až 30 000 vězňů, tzn. 275 osob v cele s 25 lůžky. (Joszef Lengyel, 1938)
Podle organizace Memorial bylo po druhé světové válce až do Stalinovy smrti v roce 1953 na 7000 osob v Butyrce zastřeleno. Z toho byla asi tisícovka Němců, kteří byli po zpopelnění v tehdy jediném moskevském krematoriu pohřbeni v masových hrobech na Donském hřbitově.

## Životní podmínky
Varlam Šalamov v jedné ze svých povídek píše, že na Butyrce je v létě nesmírné horko; Eduard Limonov ve svém dramatu Smrt v policejním voze s tím jednoznačně souhlasí. Říká, že s pádem sovětského režimu se přeplněnost stala skutečným problémem; v celách určených pro deset lidí je více než sto vězňů. Většina z nich jsou politicky nespolehliví podřízení z Kavkazu. Jelikož problém představují epidemie, dozorci se snaží zaplnit cely výhradně lidmi s AIDS nebo s tuberkulózou; to však problém příliš neřeší, protože mnoho vězňů užívá drogy a na každé cele je nanejvýš jedna jehla. Vězni jsou navíc k soudu přiváženi v přeplněných policejních vozech, takže jsou zdraví vězni vystavováni tuberkulóze.
Butyrka má svůj vlastní slang: dozorcům se říká „menty“ (rusky менты), vězňům „pacany“ (пацаны) a brát drogy je „vmazaťsja“ (вмазаться). Hojně se používá slovo „chuj“ (хуй). Od roku 1995 je zde povolena televize.

## Významní vězni
- Fabijan Abrantovič, katolický kněz a aktivista za nezávislost z Běloruska
- Anna Abrikosová, jeptiška dominikánského řádu a významná osobnost katolické církve v Rusku
- Andrej Alexejevič Amalrik, ruský historik a známý disident 60. let; autor knihy Přežije Sovětský svaz rok 1984?
- Władysław Anders, polský generál a předseda vlády
- Valerij Asratjan, sériový vrah, popravený v roce 1996
- Isaak Babel, spisovatel, zabit roku 1940
- Aron Baron, ukrajinský anarchista
- Mieczysław Boruta-Spiechowicz, polský generál a jeden z vůdců protikomunistické opozice v 70. letech 20. století.
- Alichan Nurmuchamedovič Bukejchanov, kazašský politik
- Walerian Czuma, polský generál
- Felix Dzeržinskij, zakladatel a velitel ruské Čeky
- Vladimir Fjodorovič Džunkovskij, ruský politik
- Juli-Joel Edelstein (hebrejsky: יולי-יואל אדלשטיין, rusky: Ю́лий Ю́рьевич Эдельште́йн) je izraelský politik. Jeden z nejvýznamnějších odpůrců v Sovětském svazu, od roku 2013 předseda Knesetu.
- Leonid Ivanovič Fjodorov, uznávaný biskup ruské řeckokatolické církve
- Rašid Chán Kaplanov, ministr školství a financí Ázerbájdžánské demokratické republiky
- Jevgenija Ginzburgová, autorka knih Journey into the Whirlwind a Within the Whirlwind; matka spisovatele Vasilije Aksjonova; její knihy vyprávějí o jejím zatčení během čistek v roce 1937 v Kazani, kde pracovala jako vedoucí pracovnice místních orgánů Komunistické strany Tatarstánu
- Filipp Gološčokin, sovětský politik a stranický vůdce, krátce vězněn v Butyrce, poslán do Kujbyševa, kde byl v říjnu 1941 zastřelen
- Sergej Golovkin, sériový vrah a poslední člověk, který byl v Rusku popraven
- Dmitrij Grigorovič, konstruktér letadel
- Vladimir Gusinskij, ruský mediální magnát
- Werner Haase, jeden z osobních lékařů Adolfa Hitlera, zemřel v zajetí v roce 1950
- Heinrich Hitler, oblíbený synovec německého diktátora Adolfa Hitlera, který zemřel po několikadenním mučení v roce 1942
- Bruno Jasieński, polský básník a futurista, zabit v roce 1938
- Jelena Karpuchinová, mistryně světa v moderní gymnastice z roku 1967, která se narodila v roce 1951 a první dva roky až do matčina propuštění v roce 1953 žila v Butyrkách
- Alexandr Kokorin, ruský fotbalista
- Sergej Koroljov, ruský konstruktér raket a kosmických lodí
- Walter Linse, německý právník zabývající se lidskými právy, unesený v americkém bloku Berlína v červenci 1952, popraven 15. prosince 1953
- Alexandr Litviněnko, bývalý důstojník ruské Federální bezpečnostní služby (FSB)
- Zygmunt Łoziński, katolický biskup v Minsku
- Sergej Magnitskij, právník, jehož smrt v roce 2009 ve věznici Matrosskaja Tišina vedla v roce 2009 k přijetí ruského zákona zakazujícího věznění daňových zločinců a také k přijetí Magnitského zákona americkým Kongresem v roce 2012
- Nestor Machno, ukrajinský anarchista
- Pavel Mamajev, ruský fotbalista
- Vladimir Vladimirovič Majakovskij, básník
- Günther Merk, SS-Brigadeführer a válečný zločinec, popraven v lednu 1947
- Leopold Okulicki, polský generál, poslední velitel Armiji Krajowej, zabitý v Butyrkách v roce 1946
- Konstantin Päts, prezident Estonské republiky, když byla v roce 1940 okupována Sovětským svazem
- Nikolaj Nikolajevič Polikarpov, sovětský letecký inženýr
- Jevgenij Polivanov, sovětský lingvista, orientalista a polyglot, který byl popraven v roce 1938
- Jemeljan Pugačov, pretendent ruského trůnu a vůdce kozáckého povstání v letech 1773–1774
- Varlam Tichonovič Šalamov, spisovatel a sovětský disident; napsal Kolymské povídky
- Kazys Skučas, litevský politik a generál litevské armády
- Alexandr Solženicyn, nositel Nobelovy ceny, spisovatel a disident, autor knih Souostroví Gulag a Jeden den Ivana Děnisoviče
- Jelena Stasovová, ruská komunistka
- Karlo Štajner, jugoslávský komunistický aktivista a spisovatel
- Baruch Steinberg, vrchní rabín polské armády
- Lev Sergejevič Těrmen, průkopník elektronické hudby, vynálezce thereminu a elektronické odposlouchávací štěnice
- Sergej Treťjakov, avantgardní dramatik 20. let 20. století; údajně se skočil z vězeňského schodiště, aby se vyhnul popravě
- Augustinas Voldemaras, někdejší litevský premiér, který v tomto vězení zemřel po okupaci Litvy Sovětským svazem v roce 1940
- Augustin Vološin, bývalý prezident Karpatské Ukrajiny, zemřel v Butyrce v roce 1945
- Helmuth Weidling, generál německého wehrmachtu a poslední berlínský velitel, zemřel ve vazbě v roce 1955
- Jonas Žemaitis, litevský generál, velitel litevských protisovětských partyzánských jednotek po druhé světové válce, zastřelen v roce 1953